# National Gallery (Film)

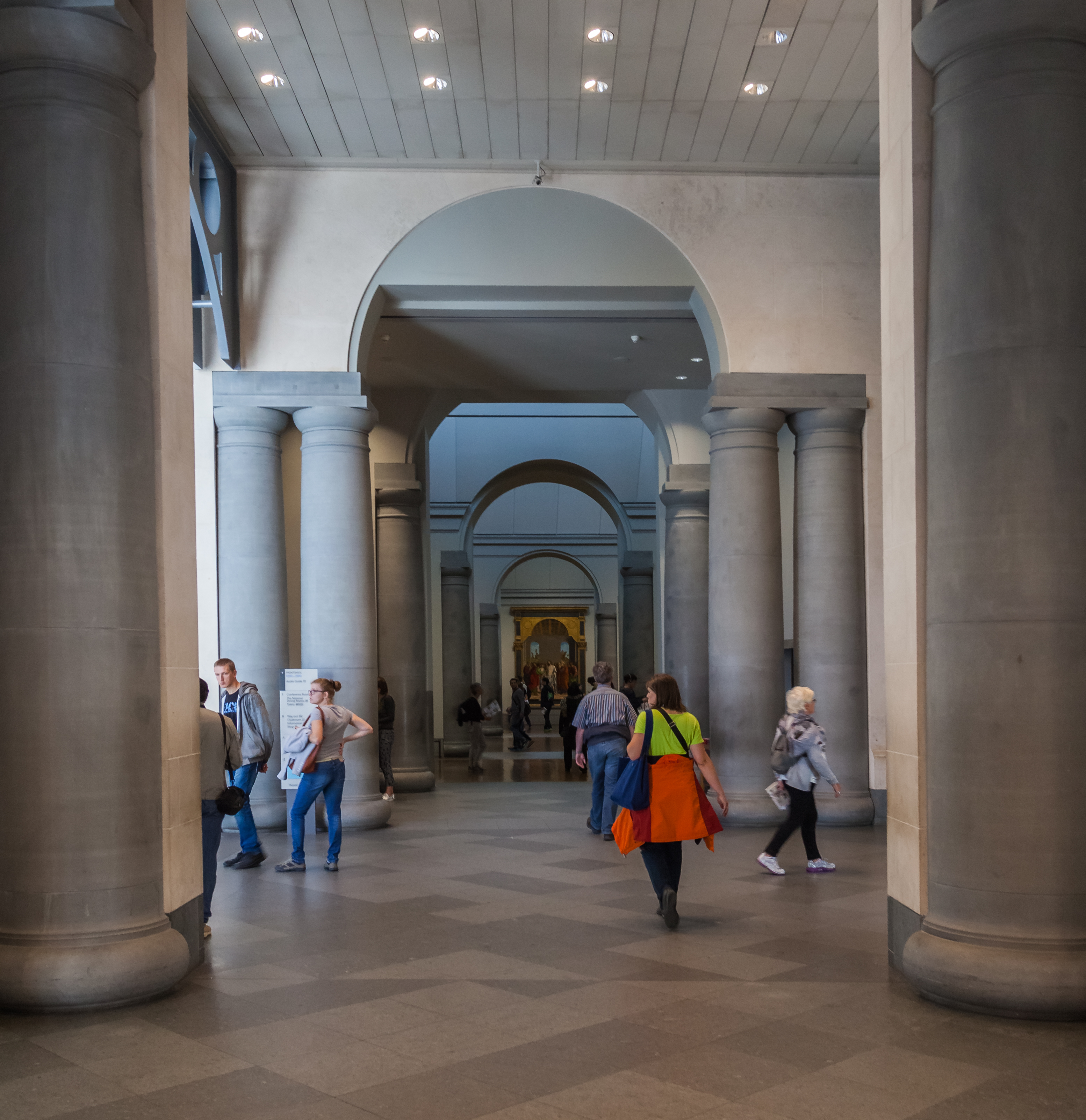
Der Dokumentarfilm gewährt einen Blick in die National Gallery.

National Gallery ist ein französischer  Dokumentarfilm von Frederick Wiseman aus dem Jahr 2014. Der Film gewährt im Stil des Direct Cinema Einblicke in die renommierte Londoner National Gallery, eine der umfassendsten und meistbesuchten Gemäldegalerien der Welt. Der Dokumentarfilm wurde 2015 für den César in der Kategorie Bester Dokumentarfilm nominiert.

## Handlung
Der Dokumentarfilm zeigt die National Gallery aus der Perspektive der Besucher und der Mitarbeiter des Hauses und verzichtet auf erklärende Kommentare, Interviews und eine lineare Erzählstruktur. Dreh- und Angelpunkt der Dokumentation sind die Gemälde selbst, die in Total- und Nahaufnahmen, als Ganzes oder ausschnitthaft aus unterschiedlichen Perspektiven und in variierenden Lichtverhältnissen vorgestellt werden. Die Filmszenen sind ohne untermalende Musik und vermitteln den realen Geräuschpegel des Museums.
Die Mitarbeiter werden bei ihrer Arbeit als Museumsführer, Museumspädagogen, Restauratoren, Handwerker, Ordnungs- und Reinigungskräfte oder in ihren verantwortlichen Leitungsfunktionen gezeigt. Dabei ergeben sich unterschiedliche Einblicke in den Organismus der Institution, die die staatliche Gemäldesammlung verwaltet und der Öffentlichkeit kostenfrei zugänglich macht.
Die Museumsführer erläutern den Besuchern, ausgehend vom historischen Kontext, die Maltechnik, Bildersprache und Bedeutung der Gemälde. Museumspädagogen bringen in Kursen sehbehinderten Menschen und Kindern die Bilder nahe. Die Restauratoren arbeiten mit akribischer Technik und Präzision Bilderrahmen und Gemälde auf. Bei der Umgestaltung der Ausstellungsräume wird die Beleuchtung der Gemälde diskutiert. Reinigungskräfte sorgen für Sauberkeit und Ordnungskräfte lenken die Besucherströme. Kuratoren planen Ausstellungen und die Leitungsebene trifft Entscheidungen über interne und externe Angelegenheiten, die Verwendung des zur Verfügung stehenden Budgets und diskutiert Konzepte der Öffentlichkeitsarbeit.
Die Reaktionen der Besucher auf die Gemälde ist ein weiterer Schwerpunkt der Dokumentation. Die Kamera begleitet die Museumsbesucher  bei ihrem Rundgang durch die Gemäldeausstellung und zeigt sie bei der Betrachtung der Bilder. Studenten von Kunstschulen werden bei ihren Malübungen ebenso gefilmt, wie Tänzer und Lyriker, die ihr Werk vor den Gemälden vortragen.
Die Bilderfolgen der Innenansicht der National Gallery sind immer wieder durch Außenszenen, vom belebten Trafalgar Square und von wartenden Menschenschlangen vor dem Museum unterbrochen.

## Hintergrund
National Gallery ist Wisemans 38. Dokumentarfilm, der dem Innenleben einer öffentlichen oder privaten Einrichtung gewidmet ist und bereits der 4., der nach der Comédie-Française, dem Ballett der Pariser Oper und dem Crazy Horse eine europäische Kulturinstitution beleuchtet.
Die Idee zu National Gallery entstand im Jahr 2010 während eines Winterurlaubs Wisemans. Er traf zufällig eine leitende Angestellte der National Gallery, die er für das Filmprojekt gewinnen konnte. Wiseman hielt sich in den Jahren 2011 und 2012 insgesamt 12 Wochen in dem Museum auf; zusammen mit seinem Kameramann John Davey produzierte er dabei 170 Stunden Filmmaterial. Das Schneiden und Nachbereiten des Rohmaterials dauerte nach Wisemans eigenen Angaben 14 Monate.
Der Film wurde von der französischen Produktionsfirma Idéale Audience in Zusammenarbeit mit Gallery Film produziert. Finanziell wurde die Produktion zusätzlich vom US-amerikanischen Public Broadcasting Service und Independent Television Service unterstützt. Die Uraufführung fand am 17. Mai 2014 während der Internationalen Filmfestspiele von Cannes in der Sparte Quinzaine des réalisateurs statt. Der deutsche Kinostart war am 1. Januar 2015. Die DVD zum Film ist seit dem 1. Mai 2015 im Handel und wird von GOOD!MOVIES vertrieben.

## Rezeption
Die Presseresonanz zum Film war sehr gut. Bei Rotten Tomatoes sind 96 % der insgesamt 57 Filmkritiken positiv; die durchschnittliche Bewertung beträgt 8,5/10. Bei Metacritic erhielt der Film 89 von 100 Punkten bei insgesamt 21 Kritiken.
Die Süddeutsche Zeitung bezeichnete den Film als „Hommage an die Kunst und ihre Vermittler“. Wisemans „Alterswerk“ sei „eine kenntnisreiche Führung durch das berühmte Londoner Museum, ein Schnellkurs in Kunstgeschichte“ und „eine kluge und leidenschaftliche Reflexion über Kommunikation und Kunst“. Die Zeit schrieb, man tauche „in die Welt des Films, […] beinah wie bei einem klassischen Spielfilm“ ein, und habe den „Eindruck eines direkten Kontakts“ mit dem „Mikrokosmos“ National Gallery. Der Grund dafür sei Wisemans Schnitttechnik, die „kaum wahrnehmbar“ sei und einen ruhigen Fluss zwischen den „frei angeordneten, szenischen Fragmenten und Bildern“ der Kameraeinstellungen erzeuge.
Der thematische Schwerpunkt des Films wurde von der Presse unterschiedlich wahrgenommen. The New Yorker schrieb, der „hervorragende analytische Dokumentarfilm“ konzentriere sich auf den „selbst auferlegten Bildungsauftrag“ des Museums und zeige die daraus abgeleiteten „Handlungsweisen, ohne die heute kein Museum überleben“ könne, die aber den „grundlegenden Charakter der Institution“ verändere. Bert Rebhandl bemerkte indes in der Frankfurter Allgemeinen Zeitung, das zentrale Thema des Films sei, „wie Kunst durch Sprache in Erzählung verwandelt“ werde. Durch Wisemans neutrale Haltung, durch seine urteilsfreie Darstellung der intensiven Gespräche der Museumsmitarbeiter vor den „majestätisch“ schweigenden Gemälden sei National Gallery „ein großer Film – ganz und gar auf der Höhe seines Gegenstands“. The New York Times sah hingegen das Hauptgewicht des Films darin, zu veranschaulichen, wie Kunst wirke. In „brillanten Bilderfolgen“ zeige Wiseman die „Museumsbesucher beim Betrachten der Porträts“. Die Gemälde würden den Blick zurückgeben und „Künstler, Kunstliebhaber und Museumsbesucher“ beobachten, „wie wiederum Wiseman […] auf uns alle schaue.“
Der film-dienst resümierte, der „mitreißend[e] Film“ ermögliche nicht nur das Einfühlen in die Gemälde, er habe auch einen Gegenwartsbezug, „indem er immer wieder das Zueinander von Bild, Betrachter und Blick ins Zentrum“ rücke und sich dadurch zu einer „klugen Medienreflektion“ verdichte.

## Auszeichnungen
National Gallery wurde im Jahr 2014 bei den Online Film Critics Society Awards in der Kategorie Bester Dokumentarfilm nominiert und erhielt beim Internationalen Filmfestival in Chicago eine Nominierung in der Kategorie Publikumspreis.
Im Jahr 2015 gewann der Film den zweiten Platz bei den National Society of Film Critics Awards in der Kategorie Bester Dokumentarfilm und wurde ebenfalls in der Kategorie Bester Dokumentarfilm für den César nominiert.